# Wassergesetz (DDR)
Das Wassergesetz war das Gesetz der Deutschen Demokratischen Republik zur Regelung des Wasserrechts.

## Geschichte
In der DDR galten nach deren Gründung zunächst die Reichs- und Landeswassergesetze fort. Am 17. April 1963 verabschiedete die Volkskammer der DDR das Gesetz über den Schutz, die Nutzung und die Instandhaltung der Gewässer und den Schutz vor Hochwassergefahren, kurz Wassergesetz, vom 17. April 1963 (Gesetzblatt der Deutschen Demokratischen Republik Teil 1 Nr. 5 S. 77), mit dem die bisherigen Regelungen abgelöst wurden. Dieses wiederum wurde durch das Wassergesetz vom 2. Juli 1982 (GBl. I Nr. 26 S. 467) abgelöst. Nach der Wende und der Wiedervereinigung blieb das Wassergesetz in den Neuen Bundesländern bis zur Verabschiedung eigener Wassergesetze der Länder als jeweiliges Landeswassergesetz in Kraft.

## Abgelöste Vorschriften
Das Wassergesetz ersetzte 1963 die folgenden in seinem Geltungsbereich noch gültigen Reichs- und Landesgesetze:
- das Preußische Wassergesetz vom 7. April 1913
- das Sächsische Wassergesetz vom 12. März 1909
- das Mecklenburgische Wassergesetz vom 9. Juli 1928
- das Thüringische Wassergesetz vom 21. Dezember 1932
- das Gesetz betreffend die Herstellung und den Ausbau von Wasserstraßen vom 1. April 1905
- das Gesetz zur Einschränkung der Rechte am Wasser vom 19. März 1935
- die Verordnung vom 28. August 1942 über die Vereinfachung der wasserrechtlichen Verwaltungsverfahren

## Nachgeordnete Vorschriften
Zu beiden Wassergesetzen wurden Durchführungsverordnungen erlassen, die den jeweiligen Inhalt des Wassergesetzes konkretisierten.

## Aufgabe und Grundsätze des Gesetzes
Die Präambel des Gesetzes von 1963 begründete dieses damit, dass der „umfassende Aufbau des Sozialismus in der Deutschen Demokratischen Republik ... in allen Zweigen der Volkswirtschaft große wasserwirtschaftliche Aufgaben“ stellt.
§ 1 des Wassergesetzes von 1963 benannte die folgenden Hauptaufgaben, die mit dem neuen Gesetz erreicht werden sollten:
- Bereitstellung von Trink- und Brauchwasser in erforderlicher Menge und Güte für die Versorgung der Bevölkerung, der Industrie, der Landwirtschaft, für das Verkehrswesen und alle übrigen Wassernutzer sowie Bereitstellung von Wasser für den Brandschutz und Luftschutz;
- Abwasserableitung und -behandlung zum Schutz der Gewässer vor Verunreinigung als eine wichtige Voraussetzung zur Bereitstellung von einwandfreiem Trink- und Brauchwasser, zum Schutze der Gesundheit und Erholung der Bevölkerung, zur Sicherung der Fischereiwirtschaft sowie zur Vermeidung volkswirtschaftlicher Schäden;
- Instandhaltung und Ausbau der Gewässer zur planmäßigen Ausnutzung des Wassers, insbesondere zur Sicherung und Steigerung der landwirtschaftlichen Produktion, zur Förderung der Schifffahrt, zur Erzeugung von Energie und zur schadlosen Abführung des Wassers;
- Verbesserung des vorbeugenden Hochwasserschutzes und der Hochwasserabwehr sowie des Küstenschutzes zur Abwendung von Gefahren für Leben und Eigentum der Bevölkerung, zum Schutz des sozialistischen Eigentums und zur Sicherung der Produktion.

Nach dem Willen des Gesetzgebers sollte die Bewirtschaftung der Gewässer unter Staatlicher Leitungstätigkeit und Einbeziehung der Bevölkerung erfolgen.
Hierzu wurden unter anderem die folgenden Grundsätze festgeschrieben:
- Die Nutzung des Wassers hat so zu erfolgen, dass ein ausgeglichener Wasserhaushalt in den Flußeinzugsgebieten gesichert wird.
- Das Grundwasser ist vorrangig für Trinkwasserzwecke bereitzustellen. Das für die Versorgung der Industrie benötigte Brauchwasser ist überwiegend aus Oberflächenwasser zu entnehmen.
- Die Entnahme von Brauchwasser aus Wasserläufen durch abwassererzeugende Industriebetriebe hat unterhalb der Abwassereinleitung zu erfolgen.
- Die erforderliche Deckung des Wasserbedarfs ist durch den Ausgleich der zeitlichen und örtlichen Schwankungen des Wasserdargebotes mit Hilfe technischer und natürlicher Speicher und Rückhaltemaßnahmen und durch Wasserüberleitung aus Überschussgebieten zu sichern.
- Der Verschmutzung und Verschwendung von Wasser ist entgegenzuwirken. In der Industrie sind Verfahren anzuwenden, die eine möglichst geringe Verschmutzung und die sparsame Verwendung des Wassers gewährleisten.
- Die Behandlung und Einleitung der Abwässer hat nach dem wissenschaftlich-technischen Höchststand so zu erfolgen, dass ein größtmöglicher Reinigungseffekt erzielt und eine wiederholte Verwendung des Wassers ermöglicht wird. Es sind vorzugsweise Verfahren der Abwasserreinigung anzuwenden, bei denen die Rückgewinnung von Wertstoffen bzw. die landwirtschaftliche Verwertung der Abwässer (Abwasserlandbehandlung) erfolgt.
- Die der volkswirtschaftlichen und kulturellen Entwicklung entsprechenden Proportionen zwischen Wasserversorgung und Abwasserbehandlung sind zu schaffen.
- Mit der Entwicklung und Inbetriebnahme neuer Produktionskapazitäten und der Errichtung von Wohngebieten sind die Wasserversorgungs- und Abwasserbehandlungsanlagen in einem zeitgerechten Vorlauf zu errichten.
- Bei der Standortwahl der industriellen und landwirtschaftlichen Produktionsanlagen, der Verkehrseinrichtungen, des Wohnungsbaues und der Erweiterung der Produktionskapazitäten sind die Wasserversorgung, die schadlose Abwasserableitung und der Hochwasserschutz zu berücksichtigen.
- Die Anlagen zur Wasserversorgung und Abwasserbehandlung in den Gemeinden und zur Be- und Entwässerung landwirtschaftlicher Nutzflächen sowie die Wasserläufe sind planmäßig auszubauen.

1982 wurde mit der Novelle des Gesetzes die Aufgabenstellung neu formuliert, so war die Leitung, Planung und Durchführung wasserwirtschaftlicher Aufgaben fortan zu richten auf
- die Versorgung der Bevölkerung mit Trinkwasser und der Industrie, der Landwirtschaft und aller übrigen Wassernutzer mit Brauchwasser in erforderlicher Menge und Beschaffenheit sowie die Deckung des Wasserbedarfes der bewaffneten Organe, der Zivilverteidigung und der Feuerwehr;
- die Instandhaltung und den Ausbau der Gewässer zur Regulierung des Wasserabflusses und zur Erhaltung ihrer Nutzbarkeit und ihrer landeskulturellen Funktionen,
- die Erhöhung der Verfügbarkeit des Wasserdargebotes und seine rationelle Bewirtschaftung nach Flusseinzugsgebieten, Durchsetzung der rationellen Wasserverwendung und effektive Nutzung der wasserwirtschaftlichen Grundfonds in allen Zweigen der Volkswirtschaft und gesellschaftlichen Bereichen,
- die Erhaltung der Nutzbarkeit der Gewässer durch Abwasserbehandlung und Schutz vor Wasserschadstoffen und anderen Beeinträchtigungen als unerlässliche Bedingung für die Mehrfachnutzung, für eine fischwirtschaftliche Nutzung, für die Gewährleistung von Gesundheit, Erholung und Sport und zur Vermeidung volkswirtschaftlicher Schäden,
- den Schutz vor Hochwasser, Sturmhochwasser und Eisgefahren sowie die Hochwasserabwehr zur Abwendung von Gefahren für das Leben und die Gesundheit der Bürger, die gesellschaftliche Produktion und das sozialistische und persönliche Eigentum.

## Inhalte
Anhand der gestellten Aufgaben und Grundsätze regelte das Wassergesetz im Wesentlichen:
- die Definition des Gewässerbegriffes
- die Nutzung der Gewässer
- Schutz, Instandhaltung und Ausbau der Gewässer
- die Gewässeraufsicht
- Schutz der Wassergewinnung und des Trinkwassers
- Hochwasser- und Küstenschutz
- Schutz des Bodens vor schädigenden Einwirkungen des Wassers

Es enthielt zudem Straf- und Ordnungswidrigkeitsbestimmungen.
Die Neufassung von 1982 enthielt zudem verstärkte Regelungen zur Rationalisierung des zur Verfügung stehenden Wassers und sah ein Wasserentnahmeentgelt für die Benutzung der Gewässer vor. Gleichzeitig wurden die Anforderungen an die Abwasserbehandlung und den Umgang mit Wasserschadstoffen verschärft.

## Vollzugsbehörden
Unter Verantwortung des Ministeriums für Umweltschutz und Wasserwirtschaft nahm die Staatliche Gewässeraufsicht die Aufgaben einer Wasserbehörde wahr. Sie war das staatliche Organ für die Regelung der Gewässernutzungen und zur Kontrolle der Einhaltung der Rechtsvorschriften über die Nutzung und den Schutz des Wassers und der Gewässer, die Instandhaltung der Gewässer und wasserwirtschaftlichen Anlagen sowie den Hochwasser- und Küstenschutz.
Zur Durchsetzung der Rechtspflichten für die Nutzung von Wasser, die Nutzung, den Schutz und die Instandhaltung der Gewässer und den Schutz vor Hochwassergefahren war sie befugt, Auflagen zu erteilen, Wasserbilanzentscheidungen, Genehmigungen und Zustimmungen zu erteilen sowie staatliche Normative für den Brauchwassereinsatz und -verbrauch sowie für die Wertstoffrückgewinnung festzulegen.

## Nachwirkung
Nach dem Wassergesetz erteilte Rechte und Befugnisse, insbesondere Nutzungsgenehmigungen zur Benutzung der Gewässer gelten auf Grund entsprechender Regelungen in den Landeswassergesetzen in der Regel als alte Rechte und Befugnisse im Sinne des § 20 Wasserhaushaltsgesetz in die heutige Zeit fort.